# خزه جویبار
خزه جویبار (نام علمی: Fontinalis) نام یک سرده از رده رده دم‌اسبی است.
گیاهان این جنس در نیمکره شمالی گسترده است.